# Hans Wagener (Germanist)
Hans Wagener (* 27. Juli 1940 in Lage; † 12. Juni 2013 in Los Angeles) war ein deutscher Germanist.

## Leben
Hans Wagener studierte Germanistik und Geschichte in Münster und Freiburg und promovierte 1967 an der University of California, Los Angeles (UCLA).
Als Lehrstuhlinhaber („Chair Germanic Languages“) und Professor für Germanistik und Deutsche Literaturwissenschaft mit dem Schwerpunkt Barock und 20. Jahrhundert lehrte er seit 1968 an der University of California in Los Angeles. Hans Wagener war 1997/98 Direktor des Auslandslehrprogramms (EAP Program der UCLA) an der Universität Göttingen.
Wagener publizierte über 30 Bücher und zahlreiche wissenschaftliche Arbeiten. Er ist Autor von mehreren Monographien, u. a. über Erich Kästner, Gabriele Wohmann, Sarah Kirsch, Carl Zuckmayer, Siegfried Lenz und Lion Feuchtwanger sowie bekannt als „Reclam“-Autor 2004. Zusammen mit Johanna Schrön und Gunther Nickel war er Herausgeber von Zuckmayers Deutschlandbericht für das Kriegsministerium der Vereinigten Staaten von Amerika (Wallstein 2004).
Er galt als Experte für das Werk von Christian Friedrich Hunold.

## Schriften
- mit Theo Vennemann: Die Anredeformen in den Dramen des Andreas Gryphius. Fink, München 1970.
- Stefan Andres. Copress 1974, ISBN 3-7678-0366-6.
- Egmont. Erläuterungen und Dokumente. Reclam 1974, ISBN 3-15-008126-2.
- Schimmelreiter. Erläuterungen und Dokumente. Reclam 1976, ISBN 3-15-008133-5.
- Frank Wedekind. Copress 1979, ISBN 3-7678-0467-0.
- Frühlings Erwachen. Erläuterungen und Dokumente. Reclam 1980, ISBN 3-15-008151-3.
- Romulus der Große. Erläuterungen und Dokumente. Reclam 1985, ISBN 3-15-008173-4.
- Deutsche Liebeslyrik. Reclam 1995, ISBN 3-15-057759-4.
- mit Johanna Schrön und Gunther Nickel: Deutschlandbericht für das Kriegsministerium der Vereinigten Staaten von Amerika. Wallstein, Göttingen 2004, ISBN 3-89244-771-3.
- Es schlug mein Herz. Deutsche Liebeslyrik. Reclam 2006, ISBN 3-15-018430-4.
- Gabriele Tergit. Gestohlene Jahre. Vandenhoeck und Ruprecht, Göttingen 2013, ISBN 978-3-847101147.